# Liste der Fahnenträger der vanuatuischen Mannschaften bei Olympischen Spielen
Die Liste der Fahnenträger der vanuatuischen Mannschaften bei Olympischen Spielen listet chronologisch alle Fahnenträger vanuatuischer Mannschaften bei den Eröffnungsfeiern Olympischer Spiele auf.

## Liste der Fahnenträger
| Mannschaft             | Veranstaltung | Fahnenträger (EF)   | Fahnenträger (AF)  |
| ---------------------- | ------------- | ------------------- | ------------------ |
| 1988 in Seoul          | Sommerspiele  | Olivette Daruhi     |                    |
| 1992 in Barcelona      | Sommerspiele  |                     |                    |
| 1996 in Atlanta        | Sommerspiele  | Tawai Keiruan       |                    |
| 2000 in Sydney         | Sommerspiele  | Mary-Estelle Kapalu |                    |
| 2004 in Athen          | Sommerspiele  | Moses Kamut         | Volunteer          |
| 2008 in Peking         | Sommerspiele  | Priscila Tommy      | Priscila Tommy     |
| 2012 in London         | Sommerspiele  | Anolyn Lulu         | Nazario Fiakaifonu |
| 2016 in Rio de Janeiro | Sommerspiele  | Yoshua Shing        | Volunteer          |
| 2020 in Tokio          | Sommerspiele  | Riilio Rii          | Riilio Rii         |
| 2024 in Paris          | Sommerspiele  | Priscila Tommy      | Priscila Tommy     |
| 2024 in Paris          | Sommerspiele  | Hugo Cumbo          | Hugo Cumbo         |

Anmerkung: (EF) = Eröffnungsfeier, (AF) = Abschlussfeier

## Statistik
| Rang    | Sportart       | EF | AF | ∑  |
| ------- | -------------- | -- | -- | -- |
| 1       | Tischtennis    | 4  | 2  | 6  |
| 2       | Leichtathletik | 4  | 0  | 4  |
| 3       | Judo           | 1  | 2  | 3  |
| 4       | Rudern         | 1  | 1  | 2  |
| 4       | Volunteer      | 0  | 2  | 2  |
| Gesamt: | Gesamt:        | 10 | 7  | 17 |

| Rang                   | Sportart | EF | AF | ∑ |
| ---------------------- | -------- | -- | -- | - |
| bisher keine Teilnahme |          |    |    |   |
| Gesamt:                | Gesamt:  | 0  | 0  | 0 |

| Rang    | Sportart       | EF | AF | ∑  |
| ------- | -------------- | -- | -- | -- |
| 1       | Tischtennis    | 4  | 2  | 6  |
| 2       | Leichtathletik | 4  | 0  | 4  |
| 3       | Judo           | 1  | 2  | 3  |
| 4       | Rudern         | 1  | 1  | 2  |
| 4       | Volunteer      | 0  | 2  | 2  |
| Gesamt: | Gesamt:        | 10 | 7  | 17 |